# David Brin
Glen David Brin, Ph.D. (n. 6 octombrie 1950) este un om de știință american și scriitor de science-fiction. El a primit premiile Hugo, Locus, Campbell și Nebula.
Cele mai cunoscute lucrări ale sale sunt romanele Maree stelară (1983), Poștașul (1985) sau Războiul elitelor (1987).

## Biografie
Brin s-a născut în Glendale, California în anul 1950. În 1973 a absolvit California Institute of Technology cu o diplomă în astrofizică. În continuare, a obținut o diplomă în fizică aplicată în 1978 și una în știința spațiului în 1981, ambele din partea University of California, San Diego.
Din 2010, Brin este membru al organizației Institute for Ethics and Emerging Technologies.
În prezent, locuiește în sudul Californiei împreună cu copiii săi.
Stămoșii săi au venit din Polonia, din zona orașului Konin. Bunicul său a luptat în armata rusă în timpul războiului ruso-japonez din 1905.

## Opera
Opera lui Brin în ansamblul ei este categorisită ca aparținând genului hard science fiction.

### Universul Elitelor
Aproape jumătate din opera lui Brin se petrece în universul Elitelor, cărțile acestei serii câștigând de două ori premiul la categoria "Cel mai bun roman".
Istoria viitorului descrie o vastă civilizație galactică responsabilă cu "elitizarea" tuturor formelor de viață capabile să construiască și să manevreze nave interstelare. Cărțile se concentrează aproape în exclusivitate pe specii care respiră oxigen, dar menționează faptul că există și alte "forme de viață", dintre care cele mai importante sunt cele care respiră hidrogen. Oamenii reprezintă cea mai slab echipată rasă din punct de vedere tehnologic și economic, reprezentând o anomalie prin faptul că aparent nu au o specie "patron" care să-i fi "elitizat" de la stadiul animal. Consecința acestui lucru îl reprezintă încercarea unor rase de a îi transforma pe oameni în clienții lor, lucru de care aceștia sunt salvați de către legile galactice, care recunosc rolul lor "elitist" în ceea ce privește delfinii, cimpanzeii și zborul cu viteze superluminice.
În afara romanelor care fac parte din această serie, Brin a mai scris două povestiri, "Temptation" și "Aficionado", ambele disponibile gratuit pe site-ul autorului. "Temptation" a apărut în antologia lui Robert Silverberg Far Horizons: All New Tales from the Greatest Worlds of Science Fiction și descrie evenimente care le succed pe cele din Infinity's Shore, în timp ce "Aficionado" a apărut în culegerea cu ediție limitată Tomorrow Happens, fiind un preludiu al romanelor (inițial a apărut sub titlul "Life in the Extreme" în ediția specială din august 1998 a revistei Popular Science Magazine). Brin a declarat că intenționează să revină la un moment dat în universul elitelor, dar momentan nu lucrează la nimic în acest sens.
Brin a fost coautor împreună cu Kevin Lenagh la Contacting Aliens: An Illustrated Guide to David Brin's Uplift Universe.
Există un supliment detaliat al Elitelor pentru un joc de rol care le permite jucătorilor să participe la aventuri în universul descris în romane. Deși Brin nu a scris acest supliment, a contribuit la el cu informații.
În contrast cu saga Elitelor - în care omenirea reprezintă una dintre speciile minore ale unui univers cu mii de rase mai avansate - Brin a scris povestirea "The Crystal Spheres" (disponibilă în culegerea de povestiri The River of Time), în care oamenii încep căutarea speciilor extraterestre și află că speciile inteligente lipsesc aproape cu desăvârșire în univers.

### Jocuri video
Brin a scris scenariul jocului video Ecco the Dolphin: Defender of the Future.

### Non-ficțiune
Brin a scris o serie de articole în care critică unele serii SF&F, printre care Războiul stelelor și Stăpânul inelelor. În ceea ce privește Războiul stelelor, Brin s-a axat pe ceea ce a numit "agenda" lui George Lucas, descriind cum a observat că fundamentul universului Războiul stelelor este profund anti-democratic. Eseurile sale au dat naștere unei cărți de dezbatere, Star Wars On Trial, care a realizat un proces cu "apărare vs acuzare" ce acoperă o serie de probleme politice, filozofice și narative din universul Războiul stelelor. El a criticat și Stăpânul inelelor pentru ceea ce el a considerat devoțiunea exagerată față de o structură elitistă tradițională, descrierea pozitivă a măcelăririi dușmanilor și prezentarea romantică a unei lumi de demult.
Brin a publicat și o serie de articole despre fizica spațiului, studiul cometelor, optică și designul navelor spațiale pentru California Space Institute.
El este consultant și vorbește în numele mai multor grupări interesate de viitor, începând cu Departamentul de Apărare al Statelor Unite și CIA, până la Procter & Gamble, SAP, Google și alte corporații majore. El a participat și la discuțiile purtate de Philanthropy Roundtable și de alte grupuri care caută abordări inovative pentru rezolvarea problemelor.

### Preocupări și teme prezente în opera sa
Multe dintre operele sale care nu aparțin unei serii se concentrează asupra impactului asupra societății a tehnologiei dezvoltate de oameni, o temă comună în SF-ul nord american. Dintre aceste opere se remarcă The Practice Effect, Glory Season și Kiln People.
Moștenirea evreiască a lui Brin ar putea fi sursa a două alte teme puternice prezente în operele sale. Tikkun Olam ("reparând lumea" - cu sensul unei datorii pe care o au oamenii de a face lumea un loc mai bun) este la origine un concept religios, dar Brin - asemenea multor evrei non-ortodocși - a interpretat acest lucru în necesitatea îmbunătățirii condiției umane, a cunoștințelor și a prevenirii răului pe termen lung. Brin a confirmat că această noțiune subliniază în parte ideea de oameni ca "îngrijitori" ai speciilor-care-vor-deveni-inteligente, lucru explicat într-o notă de la sfârșitul romanului Maree stelară. Ea joacă un rol important în Războiul elitelor, unde thennanini sunt convertiți din dușmani în aliați ai terragenilor (oameni și alte ființe inteligente care provin de pe Pământ) când înțeleg că a face din lume un loc mai bun și a fi buni îngrijitori sunt valorile de bază ale ambelor civilizații. Multe romane ale lui Brin pun accentul și pe un alt element al tradiției ebraice, anume importanța legii și a legalității, fie că e vorba de legea intergalactică din seria elitelor sau de cea a Californiei din viitorul apropiat prezentă în Kiln People. Pe de altă parte, Brin a declarat că "civilizațiile cu adevărat mature nu ar trebui să necesite un sistem complicat de legi și reglementări pentru a face ceea ce bunul simț dictează a fi bine pentru toți".
Cărțile din seria elitelor prezintă și alte teme care se regăsesc pe site-ul lui Brin: pericolele implicate de contactul cu rasele mai avansate (rezerva lui în legătură cu programul SETI-activ); respingerea poveștilor care glorifică culturile elitiste de demult (Războiul stelelor și Stăpânul inelelor); necesitatea și dificultatea de a-i face pe cei puternici să răspundă pentru acțiunile lor; pericolele implicate de "amplificarea nebuniei colective a simțului propriei dreptăți" (o descrie bună a rasei jophur).

### Romane de ficțiune

#### Universul Elitelor
- Sundiver (1980)

ro. Exploratorii Soarelui - editura Nemira, 2013
- Startide Rising (1983) - câștigător al premiilor Hugo și Locus SF, 1984;[25] Nebula, 1983 [26]

ro. Maree stelară - editura Nemira, 2014
- The Uplift War (1987) - câștigător al premiului Hugo și Locus SF, 1988;[27] Nebula, 1987 [28]

ro. Războiul elitelor - editura Pygmalion, 2003
- Trilogia Uplift (uneori denumită Trilogia Uplift Storm):
  - Brightness Reef (1995) - nominalizat la premiile Hugo și Locus SF, 1996 [29]
  - Infinity's Shore (1996)
  - Heaven's Reach (1998)

#### Romane de sine stătătoare
- The Practice Effect (1984)
- The Postman (1985) - câștigător al premiilor Campbell și Locus SF, nominalizat la premiul Hugo, 1986;[30] nominalizat la premiul Nebula, 1985 [31]

ro. Poștașul - editura Baricada, 1993
- Heart of the Comet (1986) (cu Gregory Benford) - nominalizat la premiul Locus SF, 1987 [28]

ro. Inima cometei - editura Aldo Press, 1994
- Earth (1990) - nominalizat la premiile Hugo și Locus SF, 1991 [32]
- Glory Season (1993) - nominalizat la premiile Hugo și Locus SF, 1994 [33]
- Kiln People (2002) - nominalizat la premiile Campbell, Clarke, Hugo și Locus SF, 2003.[34]
- Existence, Tor Books, 2012

#### Contribuții la alte serii
- A doua trilogie a Fundației
  - Foundation's Triumph (1999)

ro. Triumful Fundației - editura Teora, 2004

### Romane grafice
- Forgiveness (2002) - acțiunea se petrece în universul Star Trek: The Next Generation
- The Life Eaters (2003) - publicat de imprintul Wildstorm al celor de la DC Comics, cu ilustrații de Scott Hampton
- Tinkerers (2010) - discuții pe tema declinului producției americane[35]

### Culegeri de povestiri
- The River of Time (1986)
- Otherness (1994)
- Tomorrow Happens (2003)

### Non-ficțiune
- The Transparent Society: Will Technology Force Us to Choose Between Privacy and Freedom? (1998) - a câștigat premiul Freedom of Speech din partea American Library Association
- Star Wars on Trial: Science Fiction and Fantasy Writers Debate the Most Popular Science Fiction Films of All Time (2006)